# Aéroport Germán-Olano
L’aéroport Germán-Olano (code IATA : PCR • code OACI : SKPC) est un aéroport régional situé dans la municipalité et ville frontière de Puerto Carreño, chef-lieu du département de Vichada, en Colombie. Il est implanté en pleine zone urbanisée, jouxtant l'ouest du centre-ville. Il est situé à un peu plus d'un kilomètre au nord-ouest et sur la rive gauche du fleuve Orénoque, qui à cet endroit marque la frontière entre la Colombie et le Venezuela.

## Situation

### Carte des aéroports de Colombie
| \| 20 km1:4 119 000 \| Acandí Apartadó / Carepa Araracuara Arauca Armenia Bahía Solano Barrancabermeja Barranquilla / Soledad Bogota Bucaramanga · Lebrija Buenaventura Cali Carthagène · des Indes Corozal Cúcuta Florencia Guapi Ibagué Ipiales · Aldana La Chorrera La Pedrera Leticia Maicao Manizales Medellín Medellín O. H. Mitú Montería Neiva Nuquí Ocaña Pereira Popayán Providencia Puerto · Asís Puerto · Carreño Quibdó Riohacha San Andrés San José · del Guaviare San Juan · de Pasto San Vicente · del Caguán Santa Marta Saravena Tame Tumaco Valledupar Villavicencio Yopal |
| 20 km1:4 119 000 |

## Desserte
| Compagnies | Destinations     |
| ---------- | ---------------- |
| SATENA     | Bogota-El Dorado |

Édité le 22/09/2017  Actualisé le 17/12/2023

## Accident
- Le 20 décembre 2016, un avion cargo Boeing 727-200 immatriculé HK-4544 et assurant le vol 4544 à destination de Bogota de la compagnie Aerosucre s'écrase trois minutes après un décollage difficile depuis l'aéroport Germán-Olano, ayant à son bord six membres d'équipage : cinq meurent, le technicien de vol est dans un état critique[2],[3].